# Atletica leggera ai Giochi della XXV Olimpiade - Decathlon

Video della gara (l’arrivo dei 1500 metri)

Il decathlon ha fatto parte del programma maschile di atletica leggera ai Giochi della XXV Olimpiade. La competizione si è svolta nei giorni 5-6 agosto 1992 allo Stadio del Montjuic di Barcellona.

## Presenze ed assenze dei campioni in carica
| Competizione         | Atleta            | Prestazione | Barcellona 1992 |
| -------------------- | ----------------- | ----------- | --------------- |
| Olimpiadi 1988       | Christian Schenk  | 8 488 p.    | Infortunato     |
| Commonwealth 1990    | Michael Smith     | 8 525 p.    | Presente        |
| Goodwill Games 1990  | David Johnson     | 8 403 p.    | Presente        |
| Europei 1990         | Christian Plaziat | 8 649 p.    | Presente        |
| Asiatici 1990        | Munehiro Kaneko   | 7 799 p.    | Assente         |
| Panamericani 1991    | Pedro da Silva    | 7 762 p.    | Presente        |
| Mondiali 1991        | Dan O'Brien       | 8 812 p.    | Assente         |
|                      |                   |             |                 |
| Mondiali junior 2000 | Michael Kohnle    | 7 729 p.    | Non selez.      |

## La gara
| Primatista mondiale   | 8.847 1984 | Daley Thompson | Rit. 1988 |
| Primatista stagionale | 8.705      | David Johnson  | Presente  |

1. ↑  Stabilito il 24 aprile.

Nella prima giornata si assiste ad un duello tra il cecoslovacco Zmelik, l'atleta di casa Peñalver ed il tedesco Meier. Christian Plaziat, il campione europeo, s'infortuna durante il salto in alto e abbandona. Dopo cinque gare è primo Meier con 4510 punti, seguito da Zmelik con 4435 e da Penalver con 4357.

Durante la seconda giornata Meier si eclissa sbagliando tre gare su cinque; il testa a testa tra Zmelik e Penalver prosegue, con il cecoslovacco forte sugli ostacoli alti e nell'asta e lo spagnolo davanti nel disco. Il giavellotto consolida il primato del ceco, che distanza l'avversario nei 1500 metri finali e vince l'oro.

David Johnson, solo nono all'inizio della seconda giornata, fa una gara di rimonta giungendo al terzo posto finale.
David Johnson aveva fatto tre nulli nel getto del peso. Ma il giudice capo non ha creduto alla bandierina rossa esposta dal collega posizionato vicino alla pedana e gli ha concesso un quarto tentativo, forzando il regolamento.

## Classifica finale
| Pos | Paese                                                          | Atleta                                  | Punti                                             |
| --- | -------------------------------------------------------------- | --------------------------------------- | ------------------------------------------------- |
|     | Cecoslovacchia                                                 | Robert Změlík                           | 8.611                                             |
|     | CORSE 100 m: 10"78 400 m: 48"65 110 ost. 13"95 1500 m: 4'27"21 | SALTI Alto: 2,06 Asta: 5,10 Lungo: 7,87 | LANCI Peso: 14,53 Disco: 45,00 Giavellotto: 59,06 |
|     | Spagna                                                         | Antonio Peñalver                        | 8.412                                             |
|     | Stati Uniti                                                    | David Johnson                           | 8.309                                             |